# Raymond Mupandasekwa
Raymond Tapiwa Mupandasekwa CSsR (ur. 28 kwietnia 1970 w Tamirepi) – zimbabwejski duchowny katolicki, biskup Chinhoyi w latach 2018-2023, biskup Masvingo od 2023. 

## Życiorys
W 1990 rozpoczął studia filozoficzne w seminarium duchownym Chishawasha w Harare. W 1996 wstąpił do zakonu redemptorystów. 5 lat później złożył śluby wieczyste.
Święcenia kapłańskie przyjął 4 sierpnia 2001. Pracował w parafiach w Harare, jednocześnie kontynuując studia prawa kanonicznego w Kolegium św. Augustyna. W latach 2007-2010 studiował teologię moralną na Akademii Alfonsjańskiej w Rzymie. Po powrocie do kraju został wykładowcą teologii moralnej (2010-2015) i prawa kanonicznego (2012-2014) w miejscowych uczelniach. W 2015 został regionalnym przełożonym redemptorystów.

### Episkopat
30 grudnia 2017 roku został mianowany przez papieża Franciszka biskupem diecezji Chinhoyi. Sakry udzielił mu 7 kwietnia 2018 metropolita Harare - arcybiskup Robert Ndlovu. 
15 września 2023 roku został mianowany przez papieża Franciszka biskupem diecezji Masvingo. 